# Saison 2012-2013 du Cardiff City FC
Maillots
Dernière mise à jour : 10 décembre 2012.
Chronologie
Saison précédente Saison suivante
La saison 2012-2013 du Cardiff City FC est la quatre-vingt-sixième depuis l'inscription du club dans le championnat anglais en 1920. L'équipe évolue pour la dixième saison consécutive en Championship (deuxième division anglaise).
Malky Mackay, entraîneur de 40 ans, commence cette saison sa deuxième année au club, après avoir officié deux saisons au Watford Football Club.
Cette nouvelle saison fait suite à l'historique saison 2011-2012 ponctuée par une finale de Coupe de la Ligue anglaise de football, perdue à Wembley aux tirs au but contre Liverpool. Après le troisième échec consécutif en barrages d'accession à la Premier League, Cardiff City est engagé pour cette nouvelle édition en Championship, le championnat anglais de deuxième division, en coupe de la Ligue et en coupe d'Angleterre.

## Avant-saison

### Objectifs du club

#### L'affaire du changement de couleurs

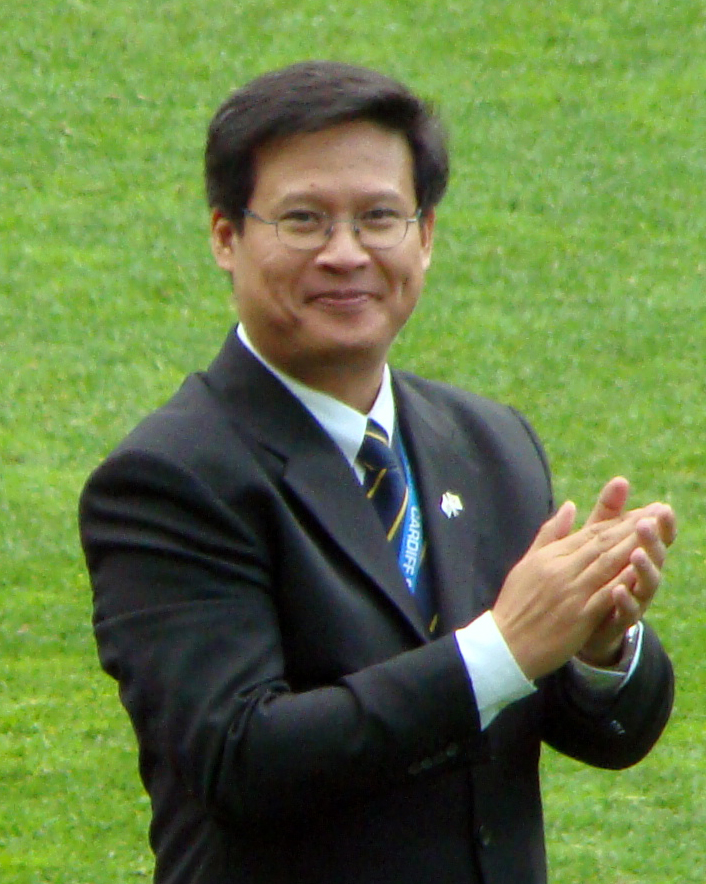
Dato Chan Tien Ghee, dit TG, président de Cardiff City.

Alors que le club termine sa saison 2011-2012 en ayant été sèchement éliminé des barrages de promotion en Premier League par West Ham (0-2 et 0-3), des rumeurs commencent à poindre selon lesquelles la direction malaisienne envisage le changement des couleurs historiques du club. Le projet consiste à perdre le bleu du maillot domicile ainsi que le logo représentant un oiseau bleu (Bluebird) – d'où le surnom de l'équipe – et à le remplacer par un maillot de couleur rouge floqué du dragon gallois. Les investisseurs promettent en contrepartie d'investir environ 125 M€ pour accroître la capacité du stade, construire un nouveau centre d'entraînement et améliorer l'équipe.
Mais le projet, dès qu'il est éventé, se heurte à une fronde des supporters qui refusent que soient modifiées les couleurs historiques du club. Cette opposition virulente pousse le président Dato Chan Tien Ghee à écrire une lettre ouverte aux supporters pour les informer qu'il renonce au projet mais que cette décision pouvait avoir des conséquences financières sur le budget du club dans lequel plusieurs importantes entreprises asiatiques étaient prêtes à investir.
Mais Dato Chan Tien Ghee, le président du club, tient un langage rassurant dans les jours qui suivent, indiquant que son investissement n'est pas altéré par l'affaire et l'entraîneur Mackay se dit confiant quant aux possibilités du club sur le marché des transferts. Rapidement, celui-ci rappelle que les joueurs clés du groupe restent à Cardiff, au premier rang desquels figure Peter Whittingham, meilleur buteur et meilleur passeur la saison précédente : « Whittingham n'est pas à vendre », clame-t-il alors que le joueur est l'objet de la convoitise du West Ham United, fraîchement promu en Premier League.
Le 6 juin 2012, le bureau du club fait une nouvelle réunion sur la même question du changement de couleurs avec la volonté, pour les dirigeants, d'obtenir gain de cause. Quelques heures plus tard, la décision est prise et rendue publique : Cardiff City jouera désormais tous ses matchs à domicile, non plus dans son bleu historique, mais en rouge. Tien Ghee, président, et Vincent Tan, l'actionnaire principal, considèrent que ce changement de couleurs permettra à Cardiff City de gagner en popularité sur les marchés internationaux et notamment en Asie, ce qui devrait permettre de dégager des revenus et enrayer l'endettement chronique du club, qui perd alors environ 1 M£ – soit 1,23 M€ – chaque mois. 
Globalement, la décision est plutôt bien acceptée, même si des experts financiers pointent du doigt certaines défaillances et insistent sur le fait que de grandes équipes (le Chelsea FC par exemple) jouent en bleu sans être financièrement handicapées. En revanche, comme ils le rappellent, trois grands clubs anglais (Liverpool, Manchester United et Arsenal) ont adopté une couleur (le rouge) qui leur apporte de confortables revenus sur le marché asiatique.

#### Le vrai-faux départ de Mackay
Pendant quelques jours, entre fin mai et début juin, des spéculations concernant le départ de Mackay apparaissent dans la presse. L'entraîneur est pressenti pour remplacer Paul Lambert, entraîneur de Norwich City, parti à Aston Villa. Dans le même temps, Mackay ne fait aucune déclaration sur son avenir. Les rumeurs s'achèvent le 4 juin quand David McNally, le directeur exécutif de Norwich City, déclare ne vouloir recruter qu'un entraîneur d'expérience, ce qui exclut Mackay de facto, celui-ci n'ayant jamais été à la tête d'une formation de Premier League. Le même jour, Mackay révèle son intention de poursuivre avec Cardiff City, club avec lequel il est engagé jusqu'en 2016 et d'y mener « un projet à long terme ».
Alors que, entretemps, la direction du club a entériné le changement des couleurs du maillot, la presse insiste globalement sur l'obligation de Cardiff City d'obtenir la promotion en Premier League à l'issue de la saison. Mackay, conscient de cette nécessité, affirme être venu à Cardiff avec beaucoup d'ambition, bien que cela génère beaucoup de pression.

#### Investissement massif du propriétaire du club

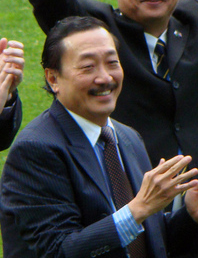
Vincent Tan.

L'actionnaire principal du club, Vincent Tan, annonce au milieu du mois de juin son intention d'investir 100 M£ dans le club. Il présente alors le détail selon les modalités suivantes :
- 75,8 M£ destinés directement au club, incluant une augmentation de capital de 22 M£,
- 10 M£ pour payer une dette ancienne à la société Langston[Note 1],
- 22 M£ consacrés à l'amélioration du centre d'entraînement et à l'agrandissement du stade, pour permettre à celui-ci de répondre aux nouvelles normes de la Premier League[14].

Dans les jours qu'il suivent, il profite de la venue en Asie du Sud-Est de l'entraîneur du Real Madrid à l'occasion d'une tournée des Madrilènes pour inviter celui-ci à un dîner à Kuala Lumpur (Malaisie). La presse révèle une partie des entretiens qui portent sur l'avis de Mourinho quant au changement de couleurs du club.
L'entraîneur Mackay soutient la politique des investisseurs étrangers qui pénètrent le système sportif britannique. Selon lui, « c'est différent des habitudes anciennes où les clubs étaient la propriété d'investisseurs locaux. […] Je crois que tout le football s'adapte à cela. Ce sont les entraîneurs les plus concernés car ce sont eux qui doivent traiter jour après jour avec les propriétaires des clubs. »

### Transferts estivaux

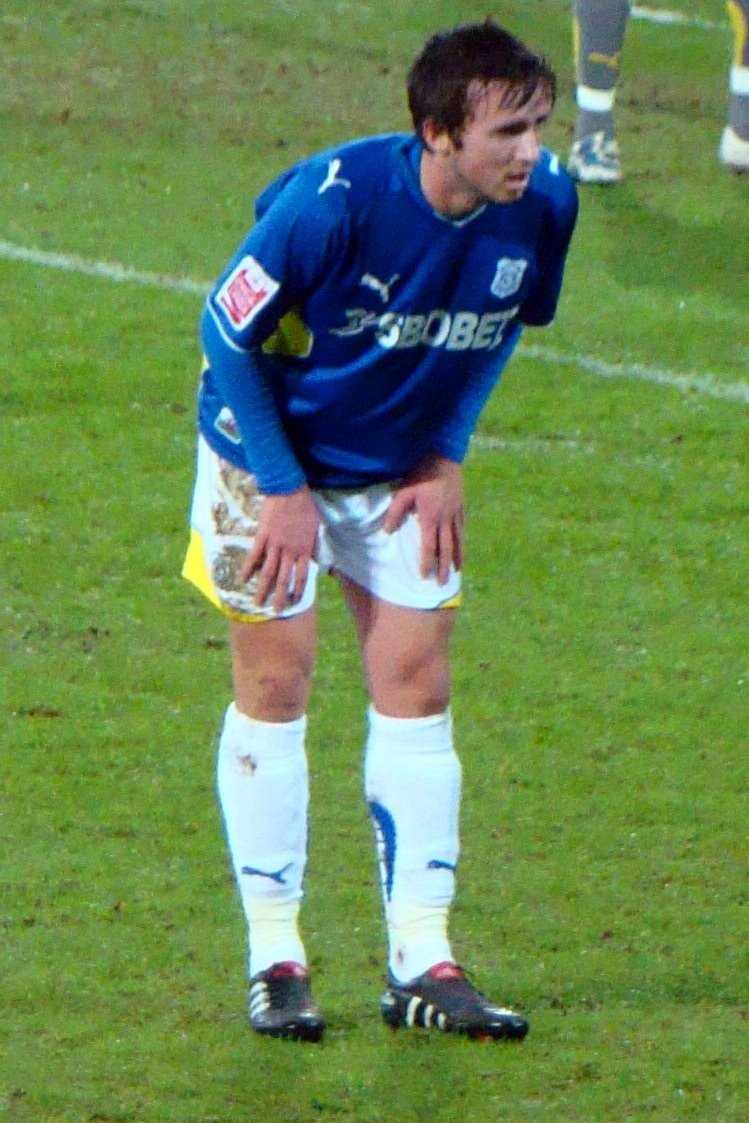
Le milieu de terrain gallois Aaron Wildig quitte Cardiff City avant le début de la saison.

Les premiers départs du club sont annoncés à l'issue de la saison 2011-2012, sept joueurs quittant Cardiff : l'international irlandais Liam Lawrence, prêté, retourne dans son club, tandis que six joueurs en fin de contrat ne sont pas renouvelés : les gardiens de but Thomas Heaton et Jordan Santiago, les défenseurs Alex Evans, Lee Naylor, Paul Quinn et Jonathan Meades et le milieu de terrain gallois Aaron Wildig,.
Le départ de Heaton confirme la confiance que l'entraîneur du club Malky Mackay voue à son gardien écossais David Marshall. Titulaire tout au long de la saison écoulée, il prolonge son contrat le 23 mai et s'engage pour trois saisons supplémentaires, jusqu'à l'été 2015. Un deuxième gardien est rapidement recruté en la personne de Joe Lewis, international espoirs de l'équipe d'Angleterre. Son contrat avec Peterborough United se terminant, c'est librement qu'il signe à Cardiff le 25 mai 2012.
Quelques jours plus tard, le club de Coventry City révèle avoir refusé une offre écrite de 640 000 € formulée par Cardiff City pour le transfert de son défenseur Richard Keogh. Durant la même période, Cardiff City fait part de son intérêt pour le jeune international islandais de Lillestrøm SK Björn Bergmann Sigurðarson, malgré la concurrence de clubs de Premier League comme les Wolverhampton Wanderers. L'attaquant anglais Jon Parkin fait partie, quelques jours plus tard, du train des joueurs libérés. Longtemps prêté à divers clubs, il n'avait jamais pu s'établir dans l'équipe et est donc libre de négocier avec d'autres équipes.
Pourtant, alors que la direction du club réaffirme ses ambitions pour obtenir la promotion, le recrutement peine à se mettre en marche. Pour Mackay, le responsable est le championnat d'Europe de football 2012 qui se déroule en même temps. 

« Il y a beaucoup de clubs qui sont « fermés » en ce moment pour cause de vacances et à cause de l'Euro. Je suis persuadé que les affaires vont reprendre pour la plupart d'entre eux à la fin de la période des transferts. Dans l'idéal, j'aimerais avoir tous les joueurs que j'espère dès la reprise. C'est un monde idéal et ce n'est jamais arrivé dans aucun club où j'ai été. »

— Malky Mackay, BBC Sport, 13 juin 2012.
C'est plus de dix jours après cette déclaration que le club annonce une nouvelle signature, celle du jeune milieu de terrain anglais international espoir Jordon Mutch, en provenance de Birmingham City. L'indemnité de transfert est légèrement supérieure à 1 M£. Le marché des transferts retombe ensuite et ce n'est que le 12 juillet 2012 que Cardiff City enregistre une nouvelle arrivée, celle du jeune attaquant international slovène Etien Velikonja, auteur de 21 buts en 42 matchs la saison précédente dans son club du NK Maribor pour une somme d'environ 1 265 000 €.

### Préparation d'avant-saison
Le premier match de préparation organisé pour l'intersaison 2012 est une rencontre en date du 11 août 2012 contre l'équipe de Premier League de Newcastle United, auteur d'une cinquième place en championnat,. D'autres rencontres sont ensuite organisées, comme un match à Oxford le 4 août, ainsi que d'autres matchs contre des équipes modestes : Forest Green Rovers, Cheltenham Town ou l'AFC Bournemouth.

## Compétitions

### Championnat
Le 18 juin 2012 est publié le calendrier de la nouvelle saison de Championship.

#### Un début de championnat moyen (journées 1 à 7)
Cardiff commence la saison en recevant Huddersfield Town, club tout juste promu de League One et parvient poussivement à s'imposer 1-0 grâce à un but du capitaine de l'équipe, Mark Hudson. 

#### Prise de la première place (journées 16 à 21)
Après la défaite de Charlton, les observateurs assistent à un réveil de l'équipe qui entame alors une série de matchs sans défaite, se retrouvant dès lors seule aux commandes du Championship. Ce sont Hull City (2-1), Middlesbrough (1-0), Barnsley (2-1), Sheffield Wednesday (1-0) – équipe dirigée par l'ex-entraîneur de Cardiff Dave Jones –, et surtout Blackburn Rovers (4-1) qui font les frais de l'état de forme des joueurs de Cardiff City.
Le 30 novembre 2012, au sortir de la victoire contre les Blackburn Rovers, les points engrangés confirment la position des Bluebirds au sommet du championnat de deuxième division et permet au club de commencer à envisager une montée en Premier League à l'issue de la saison. L'ancien international gallois et ex-gloire de Cardiff City, Phil Dwyer, estime que Cardiff tient là son occasion idéale. « S'il ne le font pas cette année, déclare-t-il, ça n'arrivera jamais, à mon avis. » Bénéficiant d'un banc de remplaçants de qualité, le club présente en effet des garanties de régularité.

### Coupe de la Ligue anglaise
La saison 2012-2013 de Coupe de la Ligue anglaise de football débute le 14 juin 2012 par le tirage au sort du premier tour de la compétition, prévu en août 2012. Cardiff City, finaliste de l'édition précédente, doit se déplacer à Northampton pour y affronter une formation de League Two (4e division), Northampton Town. 
Le club commence bien la rencontre et ouvre le score dès la 4e minute par son nouvel attaquant islandais Heidar Helguson, mais Northampton égalise avant la mi-temps et prend l'avantage dès la reprise. Cardiff City ne revient pas et quitte d'entrée la compétition qui avait fait sa renommée la saison précédente, lorsque les Bluebirds avaient atteint la finale de l'épreuve.

## Joueurs et encadrement technique

### Joueurs en sélection nationale

#### Équipe du pays de Galles

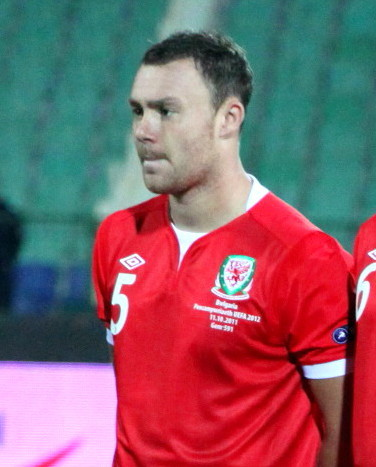
Darcy Blake, un des deux internationaux gallois de l'équipe, portant ici le maillot de la sélection.

Sur les six joueurs gallois que compte l'effectif au commencement de la saison 2012-2013, quatre sont en début de carrière (Ibrahim Farah, Nathaniel Jarvis, Theo Wharton et Tommy O'sullivan) et sont issus du centre de formation du club. Aucun d'eux ne joue alors ni en équipe du pays de Galles de football, ni en sélection espoirs. En revanche, les deux autres joueurs gallois du club, Robert Earnshaw et Darcy Blake, sont tous deux internationaux. Earnshaw (31 ans) compte alors 58 sélections et 16 buts inscrits, tandis que Blake (23 ans) a joué 9 fois pour la sélection et a inscrit un but.

#### Sélections étrangères
Des 16 internationaux sous contrat avec Cardiff City, les Écossais sont les plus représentés : en effet, l'effectif du club compte 5 joueurs écossais, chacun d'entre eux étant international (ou l'ayant été) : Craig Conway (27 ans) a joué 3 fois sous les couleurs de l'Écosse, Don Cowie (29 ans) 9 fois, Kevin McNaughton (29 ans) 4 fois, David Marshall (27 ans) 5 fois, et Kenny Miller (32 ans) 59 fois (pour 16 buts inscrits). Des cinq, seul Miller est, en 2012, un régulier de la sélection avec Cowie.

## Aspects juridiques et économiques

### Évolution du classement
| Journée  | 1 | 2 | 3 | 4 | 5 | 6 | 7 | 8 | 9 | 10 | 11 | 12 | 13 | 14 | 15 | 16 | 17 | 18 | 19 | 20 | 21 | 22 | 23 | 24 | 25 | 26 | 27 | 28 | 29 | 30 | 31 | 32 | 33 | 34 | 35 | 36 | 37 | 38 | 39 | 40 | 41 | 42 | 43 | 44 | 45 | 46 |
| -------- | - | - | - | - | - | - | - | - | - | -- | -- | -- | -- | -- | -- | -- | -- | -- | -- | -- | -- | -- | -- | -- | -- | -- | -- | -- | -- | -- | -- | -- | -- | -- | -- | -- | -- | -- | -- | -- | -- | -- | -- | -- | -- | -- |
| Résultat | V | N |   |   |   |   |   |   |   |    |    |    |    |    |    |    |    |    |    |    |    |    |    |    |    |    |    |    |    |    |    |    |    |    |    |    |    |    |    |    |    |    |    |    |    |    |
| Rang     | 6 | 6 |   |   |   |   |   |   |   |    |    |    |    |    |    |    |    |    |    |    |    |    |    |    |    |    |    |    |    |    |    |    |    |    |    |    |    |    |    |    |    |    |    |    |    |    |

## Affluence et télévision

### Retransmission télévisée
Cardiff City ouvre la saison télévisuelle avec un match avancé dès la première journée du championnat, contre Huddersfield Town. Avancé d'une journée au vendredi 17 août, il est diffusé sur la chaîne Sky Sports HD.